# Дхаулагири (зона Непала)
Дхаулагири (непальск. धौलागिरी अञ्चल) — зона (административная единица) на северо-западе центральной части Непала. Входит в состав Западного региона страны. Административный центр — город Баглунг.

## Население
Население по данным переписи 2011 года составляет 542 296 человек; по данным переписи 2001 года оно насчитывало 556 191 человек.

## География
Площадь зоны составляет 8148 км². Граничит с зоной Рапти (на юго-западе), зоной Карнали (на северо-западе), зоной Гандаки (на востоке), зоной Лумбини (на юге), а также с Тибетским автономным районом КНР (на севере).

## Административное деление
Зона подразделяется на 4 района:
- Баглунг
- Мустанг
- Мьягди
- Парбат